# Тоні Коллетт
Тоні Коллетт-Галафассі (англ. Toni Collette-Galafassi; нар. 1 листопада 1972, Сідней, Новий Південний Уельс) — австралійська актриса театру, кіно і телебачення, також продюсер і співачка. Відома по своїм ролям у незалежному кіно, а також по ролям другого плану у фільмах провідних кінокомпаній, за які отримала чисельні нагороди.

## Біографія

### Ранні роки життя
Тоні Коллетт народилась 1 листопада 1972, у Сіднеї і була старшою з трьох дітей. Її батько Боб Коллетт був водієм вантажівки, а мати Джуді працювала консультантом у колл-центрі по обслуговуванню клієнтів. Попри скрутне економічне становище родини, батьки докладали зусиль, щоб діти відчували їхню турботу і підтримку. Навчаючись у середньозагальній школі для дівчаток району Блектаун, Тоні була досить активною та любила займатись волейболом, танцями і плаванням. Також вона брала участь у місцевих співочих конкурсах і мріяла зіграти у мюзиклі, тому що дуже любила співати і танцювати.
Свою першу роль Коллетт зіграла у шкільній виставі, мюзиклу Godspell, коли їй виповнилось 14 років, пройшовши кастинг і заспівавши пісню Вітні Г'юстон «Saving All My Love for You». Тоні пригадує, що вирішила стати актрисою в наступні роки, коли побачила блискучу гру Джеффрі Раша у виставі «Нотатки божевільного» (1989). У віці 16 років в тому ж 1989 році, з дозволу і підтримки батьків, Коллетт переводиться до Австралійського Театру для Юнаків (Australian Theatre for Young People). Коллетт зазначає: «не те, щоб я була не здатна вчитись у звичайній школі, або не любила навчання, просто акторська діяльність мені була більше до вподоби. І я не шкодую про це рішення, але й досі не можу повірити, що його здійснила». Разом з цим Тоні змінює своє прізвище і повертає літеру «e» (Toni Collette), яку свого часу прибрав Stanley Collett. Це повинно було зробити її ім'я більш благозвучним і відповідним до сценічного імені. У 1991 році Тоні Коллетт вступає до Національного Інституту Драматичного Мистецтва (National Institute of Dramatic Art), але через 18 місяців навчання йде звідти, заради участі у виставі «Дядя Ваня» (1992), граючи роль Соні, одним з її партнерів по сцені став Джеффрі Раш якому дісталась головна роль.

### Акторська кар'єра
Свій дебют у великому кіно, Тоні Коллетт здійснила в австралійській драмі «Спотсвуд» (1992), але після цього їй знадобилось пару років, щоб отримати наступні ролі, які і стали рушієм її акторської кар'єри. За австралійську комедійну драму «Весілля М'юріел» (1994) Коллетт була номінована на премію «Золотий глобус» у категорії найкраща жіноча роль у комедії або мюзиклі. Досягнувши успіху Тоні продовжує працювати в австралійській кіноіндустрії, а також починає грати другорядні ролі у великих голлівудських проєктах, за один з яких «Шосте відчуття» (1999) отримує номінацію на премію «Оскар» у категорії найкраща жіноча роль другого плану. Ця роль принесла Тоні Коллетт світову відомість.
Тонні Коллетт продовжує зніматись у фільмах різноманітного жанру, трилери «У чужому ряді» (2002), драми «Години» (2002), комедії «Хочу бути тобою» (2005), комедійні фільми жахів «Нічка жахів» (2011) та «Крампус» (2015) і детективи «Ножі наголо» (2019). Окрім фільмів Коллетт бере участь у серіалах, за один з яких «Нав'язливі стани Тари» (2008—2011) здобуває премії «Еммі» і «Золотий глобус» у категорії найкраща жіноча роль комедійного серіалу або мюзикла.

### Особисте життя

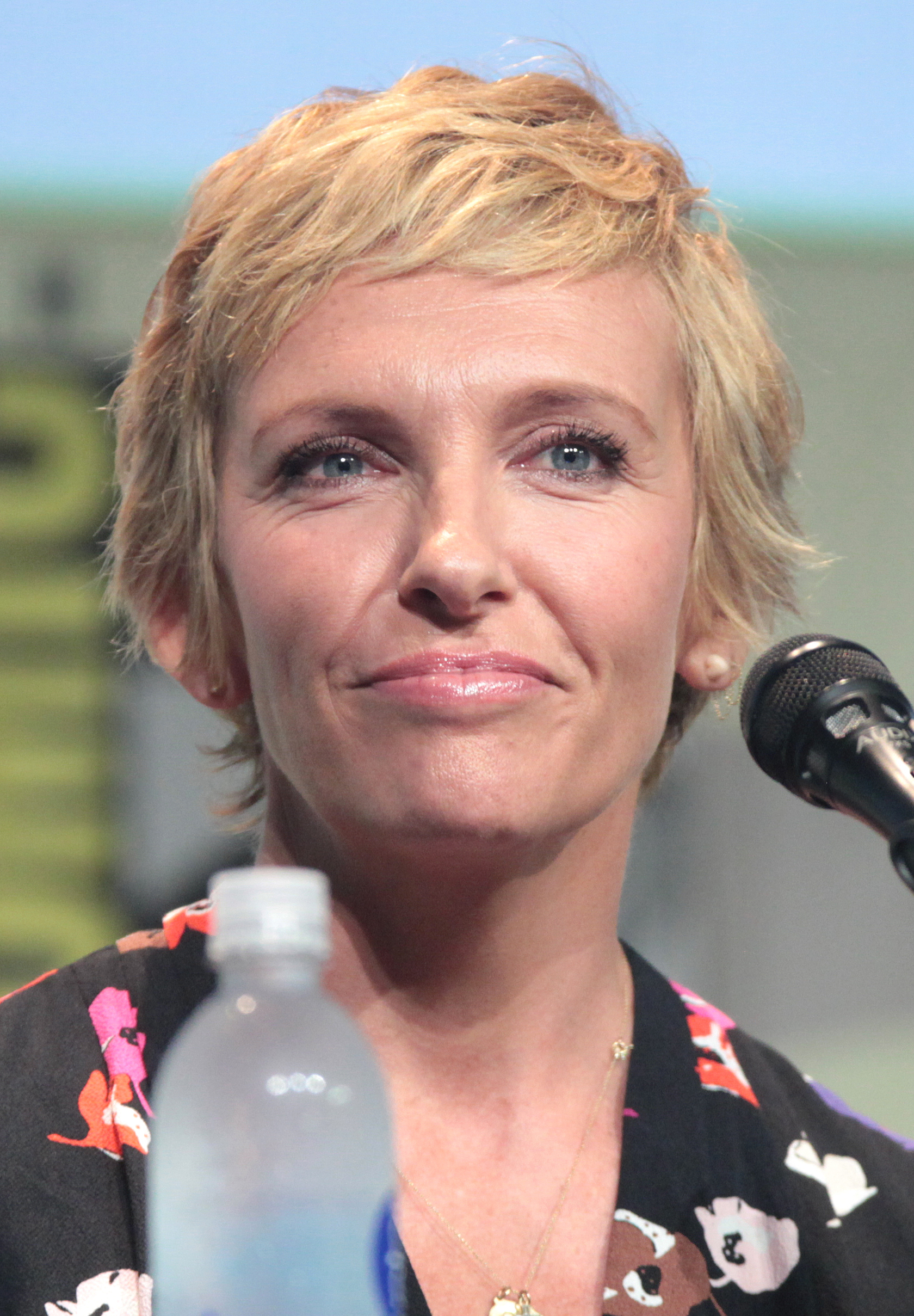
Коллетт на фестивалі San Diego Comic-Con, 2015

На початку своєї кар'єри, ставши відомою і опинившись в центрі уваги преси, Тоні починає боротися з булімією та панічними атаками. В цей період свого життя вона п'ять разів голить голову, багато подорожує і навіть купляє квартиру в Лондоні. Але довго там не затримується, бо вже через пару місяців вона побачила, як чоловік бився головою о стовп лише в 30 метрах від її помешкання.
У 1997 році Коллетт зустрічається зі своїм партнером по зйомках фільму «Оксамитова золота копальня», Джонатаном Ріс-Мейєрсом, але вже десь після року їхні стосунки припинились. Пізніше Тоні згадує, що ці стосунки були занадто розпусними, під впливом алкоголю та можливо навіть небезпечними.
У 2002 році Тоні Коллетт знайомиться з музикантом Дейвом Галафассі і вже наступного 2003 року вони одружуються за традиційною буддистською церемонією. Подружжя виховує доньку Сейдж Флоренс, народжену 9 січня 2008 року та сина Арло Роберта, народженого 22 квітня 2011 року.
На початку 2000-х Коллетт разом родиною мешкали у Сіднеї, перед тим як переїхали до Лос-Анджелеса. Але в 2019 році після 10 років у США вони повертаються додому в Австралію у Сідней.

## Фільмографія
| Рік       |    | Українська назва                | Оригінальна назва                   | Роль                             |
| --------- | -- | ------------------------------- | ----------------------------------- | -------------------------------- |
| 1984      | с  | Сільська лікарня                | A Country Practice                  | Трейсі                           |
| 1992      | ф  | Спотсвуд                        | Spotswood                           | Венді Робінсон                   |
| 1994      | ф  | Особливість дівчини на марші    | This Marching Girl Thing            | Сінді                            |
| 1994      | ф  | Весілля М'юріел                 | Muriel's Wedding                    | М'юріел Геслоп                   |
| 1995      | ф  | Злодій і швець                  | The Thief and the Cobbler           | озвучка, няня і чаклунка         |
| 1996      | ф  | Таким чином                     | Cosi                                | Джулі                            |
| 1996      | ф  | Той, хто несе труну             | The Pallbearer                      | Синтія                           |
| 1996      | ф  | Емма                            | Emma                                | Гаррієт Сміт                     |
| 1996      | ф  | Історія Ліліан                  | Lilian's Story                      | молода Лілія Сінгер              |
| 1997      | ф  | Нероби                          | Clockwatchers                       | Айріс Чепмен                     |
| 1997      | ф  | Банда Джеймса                   | The James Gang                      | Джулія Армстронг                 |
| 1997      | ф  | Діана і я                       | Diana & Me                          | Діана Спенсер                    |
| 1998      | ф  | Хлопці                          | The Boys                            | Мішель                           |
| 1998      | ф  | Оксамитова золота копальня      | Velvet Goldmine                     | Менді Слейд                      |
| 1999      | ф  | Вісім з половиною жінок         | 8½ Women                            | Гризельда                        |
| 1999      | ф  | Шосте відчуття                  | The Sixth Sense                     | Лінн Сіер                        |
| 2000      | ф  | Шафт                            | Shaft                               | Даян Палм'єрі                    |
| 2000      | ф  | Розкішний готель                | Hotel Splendide                     | Кет                              |
| 2000      | ф  | Чарівний пудинг                 | The Magic Pudding                   | озвучка, Мег Блугам              |
| 2001      | ф  | Вечеря з друзями                | Dinner with Friends                 | Бет                              |
| 2002      | ф  | У чужому ряді                   | Changing Lanes                      | Мішель                           |
| 2002      | ф  | Мій хлопчик                     | About a Boy                         | Фіона Брювер                     |
| 2002      | ф  | Брудні вчинки                   | Dirty Deeds                         | Шерон Раян                       |
| 2002      | ф  | Години                          | The Hours                           | Кітті Барлоу                     |
| 2003      | ф  | Японська історія                | Japanese Story                      | Сенді Едвардс                    |
| 2004      | ф  | Останній кадр                   | The Last Shot                       | Емілі Френч                      |
| 2004      | ф  | У шоу тільки дівчата            | Connie and Carla                    | Карла                            |
| 2005      | ф  | Хочу бути тобою                 | In Her Shoes                        | Роуз Феллер                      |
| 2006      | ф  | Маленька міс Щастя              | Little Miss Sunshine                | Шеріл Гувер                      |
| 2006      | ф  | Цунамі: Наслідки                | Tsunami: The Aftermath              | Кеті Грехем                      |
| 2006      | ф  | Нічний слухач                   | The Night Listener                  | Донна Д. Логант                  |
| 2006      | ф  | Подібні думки                   | Like Minds                          | Саллі Роу                        |
| 2006      | ф  | Мертва дівчинка                 | The Dead Girl                       | Арден                            |
| 2007      | ф  | Вечір                           | Evening                             | Ніна Марс                        |
| 2007      | ф  | Рушникоголова                   | Towelhead                           | Меліна Гайнс                     |
| 2008      | ф  | Чорна кулька                    | The Black Balloon                   | Меггі Моллісон                   |
| 2008      | ф  | Агов, це ж Естер Блуберг        | Hey, Hey, It's Esther Blueburger    | Мері                             |
| 2009      | ф  | Мері та Макс                    | Mary and Max                        | озвучка, Мері Дейзі Дінкл        |
| 2009—2011 | с  | Нав'язливі стани Тари           | United States of Tara               | Тара Грегсон                     |
| 2011      | ф  | Нестерпний Генрі                | Jesus Henry Christ                  | Патрісія Герман                  |
| 2011      | ф  | Нічка жахів                     | Fright Night                        | Джуді Брюстер                    |
| 2011      | ф  | Прийомна дитина                 | Foster                              | Зої                              |
| 2012      | ф  | Гічкок                          | Hitchcock                           | Пеггі Робертсон                  |
| 2012      | ф  | Психічний розлад                | Mental                              | Шерон Торнбендер                 |
| 2012      | с  | Аморальний                      | Rake                                | Клаудія Маршал                   |
| 2013      | ф  | Далеко, далеко позаду           | The Way, Way Back                   | Пем                              |
| 2013      | ф  | Достатньо сказано               | Enough Said                         | Сара                             |
| 2013      | ф  | Вони фартові                    | Lucky Them                          | Еллі Клаг                        |
| 2013—2014 | с  | Заручники                       | Hostages                            | Еллен Сандерс                    |
| 2014      | с  | Бісові розваги                  | Devil's Playground                  | Маргарет Волас                   |
| 2014      | ф  | Довгий шлях вниз                | A Long Way Down                     | Морін Томпсон                    |
| 2014      | ф  | Теммі                           | Tammy                               | Міссі Дженкінс                   |
| 2014      | ф  | Подорож Гектора у пошуках щастя | Hector and the Search for Happiness | Агнес                            |
| 2014      | ф  | Сімейка монстрів                | The Boxtrolls                       | Леді Портлі-Рінд                 |
| 2014      | ф  | Крихка країна                   | Glassland                           | Джин                             |
| 2015      | с  | Хто ти в біса такий?            | Who Do You Think You Are?           | у ролі самої себе                |
| 2015      | ф  | Кліпаючий Білл: Фільм           | Blinky Bill the Movie               | озвучка, Беріл і Черіл           |
| 2015      | ф  | Вже сумую за тобою              | Miss You Already                    | Міллі                            |
| 2015      | ф  | Крампус: викрадач Різдва        | Krampus                             | Сара                             |
| 2016      | ф  | Абсолютна влада                 | Imperium                            | Анджела Зампаро                  |
| 2017      | ф  | Джаспер Джонс                   | Jasper Jones                        | Рут Бактін                       |
| 2017      | ф  | Три ікси: Реактивізація         | XXX: Return of Xander Cage          | Джейн Марк                       |
| 2017      | ф  | Жовті пташки                    | The Yellow Birds                    | Емі Бартл                        |
| 2017      | ф  | Весела мамина вечеря            | Fun Mom Dinner                      | Кейт                             |
| 2017      | ф  | Таємний агент                   | Unlocked                            | Емелі Ноулс                      |
| 2017      | ф  | Мадам                           | Madame                              | Анна Фредрікс                    |
| 2017      | ф  | Зачекайте будь ласка            | Please Stand By                     | Скотті                           |
| 2018      | с  | Любов до подорожей              | Wanderlust                          | Джой Річардс                     |
| 2018      | ф  | Спадковість                     | Hereditary                          | Енні Грехем                      |
| 2018      | ф  | Гучний стук сердець             | Hearts Beat Loud                    | Леслі                            |
| 2018      | ф  | Родима пляма                    | Birthmarked                         | Катрін                           |
| 2019      | с  | Неймовірне                      | Unbelievable                        | Грейс Расмуссен                  |
| 2019      | ф  | Оксамитова бензопилка           | Velvet Buzzsaw                      | Гретхен                          |
| 2019      | ф  | Ножі наголо                     | Knives Out                          | Джоні Тромбрей                   |
| 2020      | ф  | Фантастичний кінь               | Dream Horse                         | Джен Вокс                        |
| 2020      | ф  | Я думаю закінчити це все        | I'm Thinking of Ending Things       | мати Джейка                      |
| 2021      | ф  | Алея жаху                       | Nightmare Alley                     | Зіна Крумбейн                    |
| 2021      | ф  | Далекий космос                  | Stowaway                            | Марина Барнетт, командир корабля |
| 2022      | с  | Її частини                      | Pieces of Her                       | Лора Олівер                      |
| 2022      | с  | Сходи                           | The Staircase                       | Кетлін Пітерсон                  |
| 2022      | ф  | Боротьба за спадок              | The Estate                          | Мейсі                            |
| 2023      | ф  | Мафія Мама                      | Mafia Mamma                         | Крістін                          |
| 2023      | мф | Кракен-дівча на ім'я Рубі       | Ruby Gillman, Teenage Kraken        | Рубі Ґіллман (озвучення)         |
| 2024      | ф  | Присяжний №2                    | Juror No. 2                         | Фейт Кіллебрю                    |
| 2025      | ф  | Міккі-17                        | Mickey 17                           | Гвен                             |

## Нагороди та номінації
| Нагорода                                | Рік  | Категорія                                                       | Робота                | Результат |
| --------------------------------------- | ---- | --------------------------------------------------------------- | --------------------- | --------- |
| Оскар                                   | 2000 | Найкраща жіноча роль другого плану                              | Шосте відчуття        | Номінація |
| BAFTA Film Awards                       | 2003 | Найкраща жіноча роль другого плану                              | Мій хлопчик           | Номінація |
| BAFTA Film Awards                       | 2007 | Найкраща жіноча роль другого плану                              | Маленька міс Щастя    | Номінація |
| Золотий глобус                          | 1996 | Найкраща жіноча роль — комедія або мюзикл                       | Весілля М'юеріла      | Номінація |
| Золотий глобус                          | 2007 | Найкраща жіноча роль — комедія або мюзикл                       | Маленька міс Щастя    | Номінація |
| Золотий глобус                          | 2007 | Найкраща жіноча роль другого плану — телебачення                | Цунамі: Наслідки      | Номінація |
| Золотий глобус                          | 2010 | Найкраща жіноча роль у телесеріалі — комедія або мюзикл         | Нав'язливі стани Тари | Перемога  |
| Золотий глобус                          | 2011 | Найкраща жіноча роль у телесеріалі — комедія або мюзикл         | Нав'язливі стани Тари | Номінація |
| Золотий глобус                          | 2020 | Найкраща жіноча роль другого плану — телебачення                | Неймовірне            | Номінація |
| Еммі                                    | 2007 | Найкраща жіноча роль другого плану в мінісеріалі або телефільмі | Цунамі: Наслідки      | Номінація |
| Еммі                                    | 2009 | Найкраща жіноча роль у комедійному телесеріалі                  | Нав'язливі стани Тари | Перемога  |
| Еммі                                    | 2010 | Найкраща жіноча роль у комедійному телесеріалі                  | Нав'язливі стани Тари | Номінація |
| Еммі                                    | 2020 | Найкраща жіноча роль другого плану в мінісеріалі або телефільмі | Неймовірне            | Номінація |
| Еммі                                    | 2022 | Найкраща жіноча роль у мінісеріалі або телефільмі               | Сходи                 | Номінація |
| Премія Гільдії кіноакторів США          | 2003 | Найкращий акторський склад в ігровому кіно                      | Години                | Номінація |
| Премія Гільдії кіноакторів США          | 2007 | Найкращий акторський склад в ігровому кіно                      | Маленька міс Щастя    | Номінація |
| Премія Гільдії кіноакторів США          | 2010 | Найкраща жіноча роль у комедійному серіалі                      | Нав'язливі стани Тари | Номінація |
| Премія Гільдії кіноакторів США          | 2020 | Найкраща жіноча роль у мінісеріалі або телефільмі               | Неймовірне            | Номінація |
| Кінопремія «Вибір критиків»             | 2003 | Найкращий акторський склад                                      | Години                | Номінація |
| Кінопремія «Вибір критиків»             | 2007 | Найкращий акторський склад                                      | Маленька міс Щастя    | Номінація |
| Кінопремія «Вибір критиків»             | 2019 | Найкраща акторка                                                | Спадковість           | Номінація |
| Кінопремія «Вибір критиків»             | 2020 | Найкращий акторський склад                                      | Ножі наголо           | Номінація |
| Вибір телевізійних критиків             | 2020 | Найкраща акторка другого плану в мінісеріалі або телефільмі     | Неймовірне            | Перемога  |
| AACTA International Awards              | 2019 | Найкраща жіноча роль                                            | Спадковість           | Номінація |
| AACTA International Awards              | 2020 | Найкраща жіноча роль другого плану                              | Ножі наголо           | Номінація |
| Сатурн                                  | 2019 | Найкраща кіноакторка                                            | Спадковість           | Номінація |
| Незалежний дух                          | 2019 | Найкраща жіноча роль                                            | Спадковість           | Номінація |
| HCA TV Awards                           | 2022 | Найкраща акторка в телесеріалі, драма                           | Сходи                 | Номінація |
| Національна рада кінокритиків США       | 2019 | Найкращий акторський склад                                      | Ножі наголо           | Перемога  |
| Премія Лондонського гуртка кінокритиків | 2019 | Найкраща акторка року                                           | Спадковість           | Номінація |
| Тоні                                    | 2000 | Найкраща жіноча роль у мюзиклі                                  | Дика вечірка          | Номінація |